# St. Vitus (Haaren)

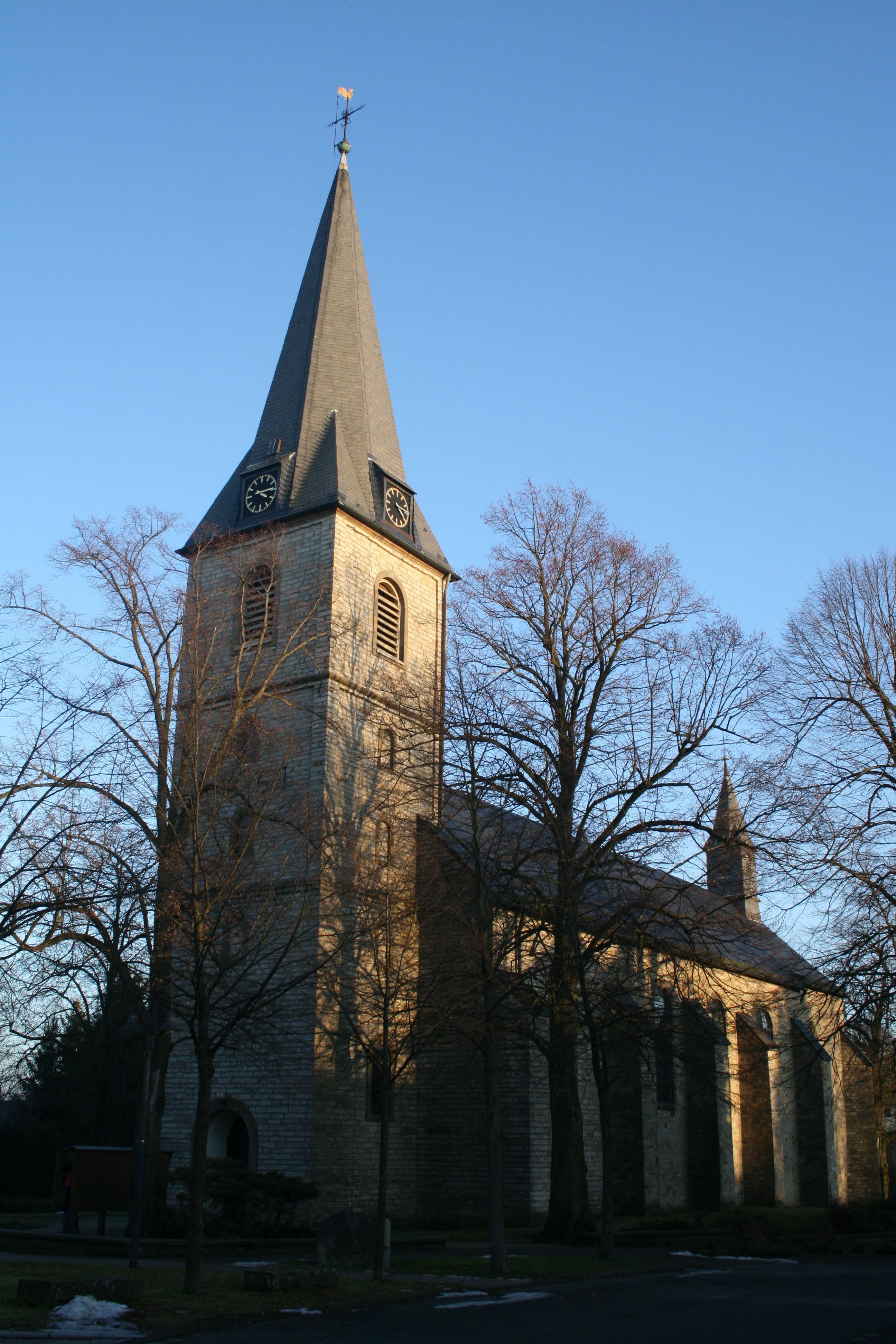
Die Pfarrkirche St. Vitus Haaren

Die katholische Pfarrkirche St. Vitus steht im Ort Haaren in der Gemeinde Bad Wünnenberg, im Kreis Paderborn (Nordrhein-Westfalen). Strukturell gehört sie zum Dekanat Büren-Delbrück im Erzbistum Paderborn.

## Geschichte
In Haaren wurde die erste Kirchstätte im 9. Jahrhundert erstmals urkundlich erwähnt und im 11. Jahrhundert unter dem Corveyer Patronat genannt. Von 1749 bis 1751 wurde die heutige Pfarrkirche im barocken Stil errichtet. Der schlichte Bruchsteinsaal besitzt einen dreiseitig geschlossenen Chor. Die Wände sind durch Rundfenster und Strebepfeiler gegliedert.  1847 wäre diese fast durch einen Brand zerstört worden. Nach einem Brand im Jahr 1861 wurde das Gebäude um ein Joch nach Westen erweitert. Im selben Jahr wurde der Westturm errichtet, der 1893 aufgestockt wurde. Das Chorgewölbe wurde 1879 nach Plänen des Dombaumeisters Arnold Güldenpfennig erweitert, dabei wurden die kreuzgratgewölbten Joche durch breite Gurtbögen voneinander getrennt.

## Ausstattung
- In der Zeit von 1678 bis 1683  wurde der Meinolphusschrein von Philip Georg Brüll aus Holz gefertigt. Das reiche Schnitzwerk und der liegende Hirsch wurden wohl von Anton Splidthoven gefasst. Die reich verwendete Farbe Zinnoberrot ist charakteristisch für Fürstenbergische Stiftungen. Das Wappen weist als Stifter den Bischof Ferdinand von Fürstenberg aus.
- Der barocke Taufstein stammt aus dem 16. Jahrhundert.
- Die schlichten Altäre sind Arbeiten aus der Zeit um 1760, sie wurden in jüngerer Zeit teilweise ergänzt. Die Altarblätter wurden im 19. Jahrhundert ersetzt.
- Der Taufstein in Kelchform ist nach der Bezeichnung 1588 angefertigt worden.
- Die Holzkanzel im Stil des Barock wurde im 19. Jahrhundert stilfremd überarbeitet.
- Die Figuren der Heiligen Meinolf und Vitus wurden in der ersten Hälfte des 18. Jahrhunderts geschnitzt.
- Die drei Bronzeglocken erklingen in e′, g′ und a′ und wurden 1947 von der Gießerei Junker in Brilon gegossen.